# Karetny Riad

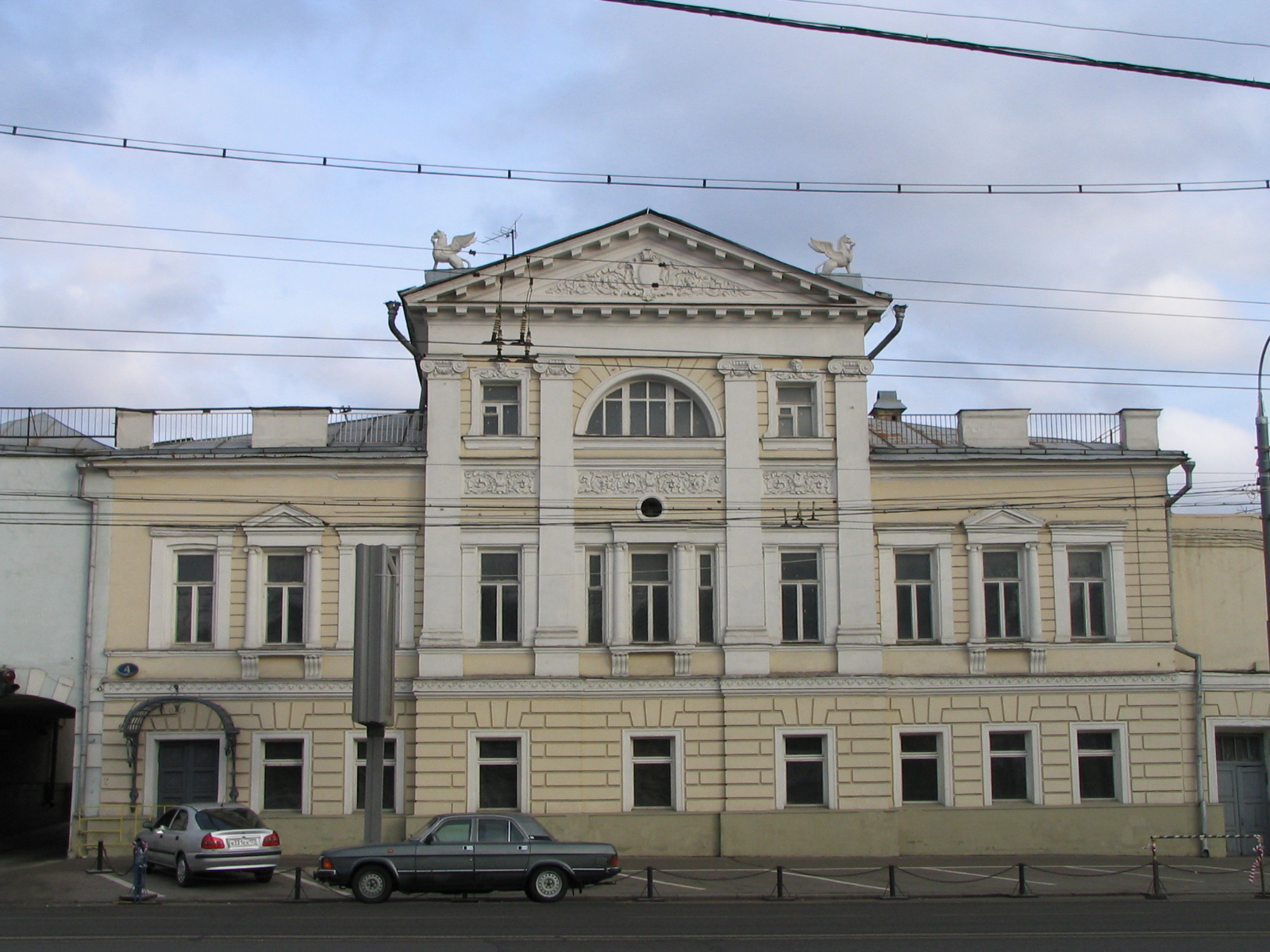
Façade de l'hôtel particulier Markov, au numéro 4/4.

La rue Karetny Riad (Каретный Ряд, ce qui signifie rangée des charrettes) est une rue du centre historique de Moscou.

## Situation et accès
Située dans le district administratif central et l'arrondissement de Tver, elle démarre au Sredny Karetny pereoulok (voie moyenne Karetny, des charrettes) et se termine rue Sadovaïa-Karetnaïa. 
La rue va du sud-est jusqu'au nord-ouest entre la rue Malaïa Dmitrovka (petite rue Saint-Dimitri) et le boulevard Tsvetnoï (des fleurs), dans le prolongement de la rue Petrovka (Saint-Pierre).

## Origine du nom
Son nom provient des charrons qui fabriquaient des charrettes et des télègues et qui étaient installés ici au XVIIe siècle et au XVIIIe siècle en rangée au marché.

## Historique
La rue se trouve sur l'itinéraire du chemin qui, au XVIIe siècle, allait du Kremlin au monastère Saint-Pierre-le-Haut, puis jusqu'au village de Souchtchiova à la porte de la ville. Le nord de la rue Petrovka était fréquenté et habité par les charrons installés dans une sloboda. Ils ont laissé leur nom aux rues environnantes. À la fin du XVIIIe siècle, la voie se sépare de la rue Petrovka et prend le nom de rue des Télègues, puis son nom actuel au début du XIXe siècle. Elle ne mesure que 350 mètres de longueur pour une grande largeur, ce qui lui donne plus l'aspect d'une place que d'une rue.
L'endroit est entièrement dévasté par l'incendie de Moscou de 1812. De nouveaux hôtels particuliers et immeubles sont construits par de riches négociants, renforçant le caractère prestigieux de cette adresse. Le jardin de l'Ermitage est ouvert en 1894 avec la première salle à ciel ouvert de cinématographe de Moscou (inaugurée en 1896 et appelée l'Ermitage). Aujourd'hui c'est dans ce jardin que se trouvent le Nouvel Opéra de Moscou, le théâtre Ermitage et le théâtre Sphera. Le jardin prend presque toute la partie gauche de la rue.

## Bâtiments remarquables et lieux de mémoire
- № 3 — Jardin de l'Ermitage

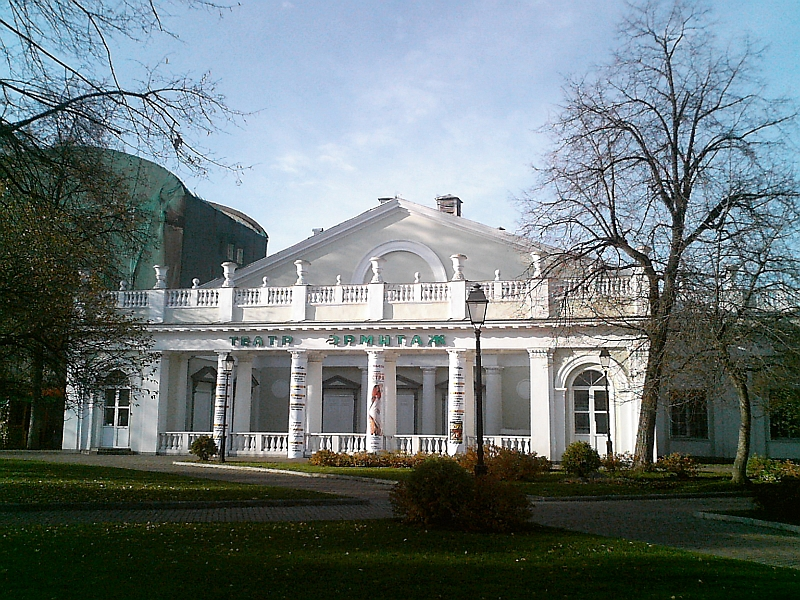
Vue du théâtre Ermitage.

- № 5/10 — Immeuble d'habitation. Les acteurs et artistes suivants y étaient logés par l'Étatː les acteurs Léonide Outiossov[1] et Guéorgui Sorokine[2], le cinéaste Youri Egorov[3], le conférencier Boris Brounov[4], le flûtiste Iouly Yagoudine[5], le chef d'orchestre Mark Ermler[6], le compositeur Mark Fradkine[7], le scénariste Maurice Slobodskoï[8].

- № 2 — Immeuble d'habitation et aile de service (1883, architecte Piotr Ouchakov)
- № 4, 3 — Garage du Sovnarkom (fin des années 1920, architecte Gueorgui Holz)[9].
- № 4, 4 — Hôtel particulier Markov (1803; 1837; seconde moitié du XIXe siècle). Stanislavski a habité dans un de ses appartements de 1903 à 1920.